# Potez 840
Потез 840 (фр. Potez 840) — французский среднемагистральный пассажирский самолёт компании Potez.

## История
Самолёт совершил первый полёт 29 апреля 1961 года. После рекламного тура в США появились планы на постройку 25 машин, но было построено только 2. Затем в 1962 году была создана его модификация — Potez 841, а в 1965 — Potez 842. К этому времени четырёхдвигательная компоновка была уже устаревшей из-за чего самолёт не смог найти нишу на рынке и больше не производился.

## Модификации
- Potez 840 — модификация с двигателями Astazou. (4 экземпляра)
- Potez 841 — модификация с двигателями PT6. (2 экземпляра)
- Potez 842 — модификация с улучшенными двигателями Astazou. (2 экземпляра)

## Лётные данные
| Лётные данные               | Potez 840                 | Potez 841                   |
| --------------------------- | ------------------------- | --------------------------- |
| Размах крыла, м             | 19.35                     | 19.60                       |
| Длина, м                    | 15.62                     | 15.9                        |
| Высота, м                   | 5.47                      | 5.15                        |
| Площадь крыла, м²           | 35                        | 35                          |
| Масса пустого самолёта, кг  | 4985                      | 5510                        |
| Максимальная взлётная, кг   | 7800                      | 8900                        |
| Тип и количество двигателей | 4 ПД Turbomeca Astazou II | 4 ПД Pratt & Whitney PT6A-6 |
| Мощность, л. с.             | 4 х 440                   | 4 х 560                     |
| Максимальная скорость, км/ч | 541                       | 450                         |
| Крейсерская скорость, км/ч  | 420                       | 380                         |
| Дальность, км               | 1850                      | 2400                        |
| Потолок, м                  | 7800                      | 7200                        |
| Экипаж                      | 3                         | 3                           |
| Пассажировместимость, чел   | 16                        | 24                          |